# Lorenzetto

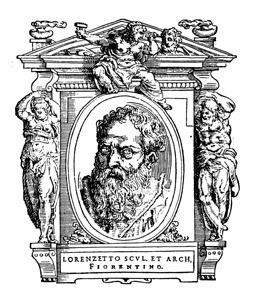
"Lorenzetto", gravura na "Vite" de Vari.

Lorenzo Lotti (1490–1541 (51 anos)), conhecido principalmente como Lorenzetto, nascido Lorenzo di Lodovico di Guglielmo, foi um escultor e arquiteto renascentista italiano do círculo de Rafael. Nasceu em Florença e casou-se com a irmão de Giulio Romano, outro pintor, escultor e pupilo de Rafael. Vasari, em sua "Le Vite delle più eccellenti pittori, scultori, ed architettori" ("Vida dos Mais Excelentes Pintores, Escultores e Arquitetos"), incluiu um perfil dele.

## Esculturas
De acordo com Vasari, Lorenzetto, ainda jovem, completou o túmulo do cardeal Niccolò Forteguerri, iniciado por Andrea Verrocchio (1477) na igreja San Jacopo de Pistoia. Depois, em Roma, realizou "muitas obras" das quais, segundo Vasari, "não há necessidade de mencionar".
A pedido de Rafael, Lorenzetto recebeu uma encomenda de Agostino Chigi para criar seu túmulo em Santa Maria del Popolo, onde ele já havia mandado construir a Capela Chigi. De acordo com Vasari, Lorenzetto trabalhou duro no projeto, para impressionar Chigi e fazer valer a indicação de Rafael. Com a ajuda do jovem Raffaello da Montelupo e utilizando como base um projeto de Rafael (segundo Vasari), Lorenzetto criou uma estátua de Elias e um Jonas nu, recém-saído da barriga da baleia, um símbolo da ressurreição. Lorenzetto também foi designado por Rafael para executar os relevos de bronze para o túmulo de Agostino. A obra, "Cristo e a Mulher de Samaria" foi movida para a base do altar por Bernini depois, quando ele trabalhou na Capela Chigi.

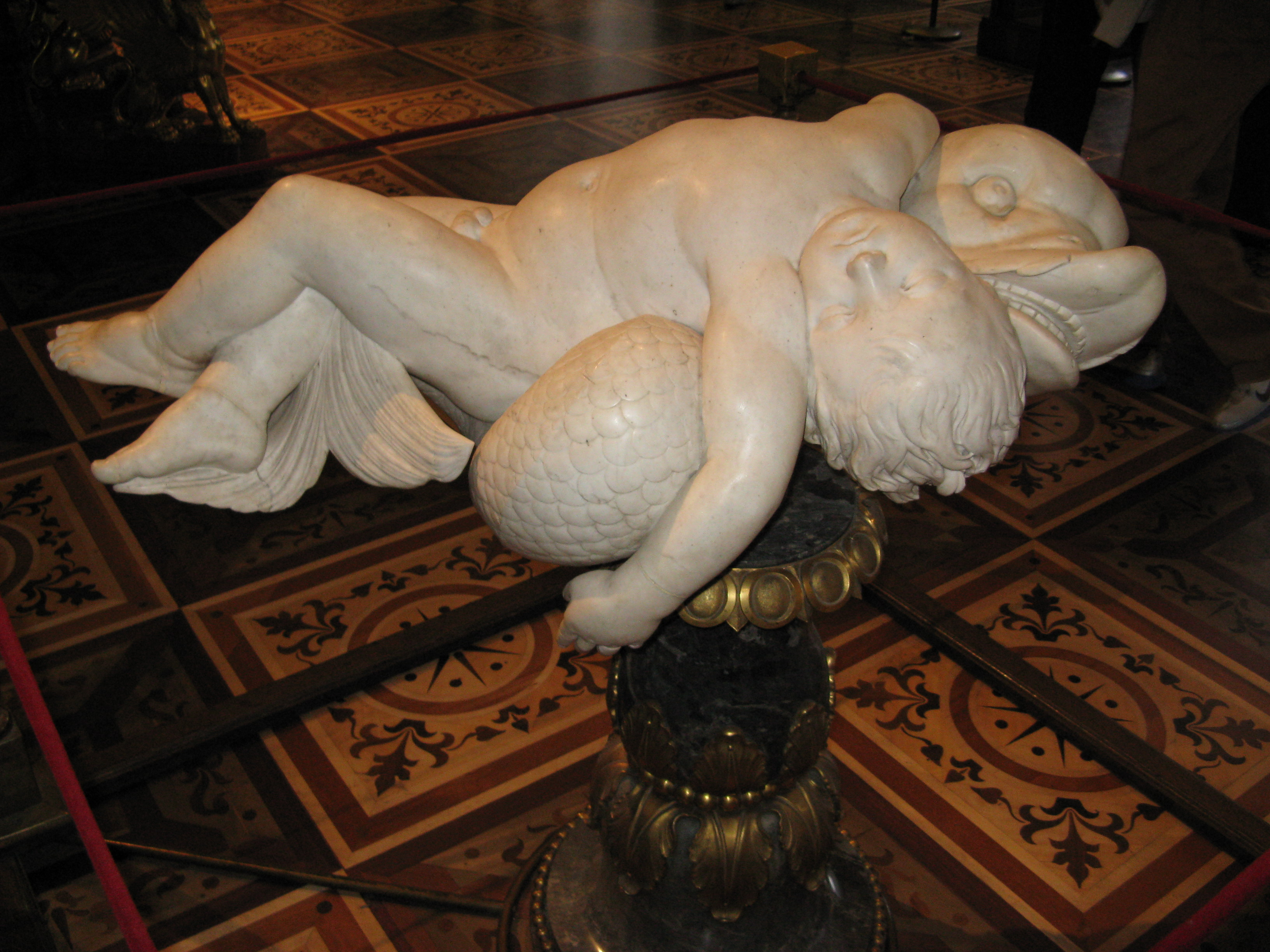
"Garoto Morto com um Golfinho", no Hermitage, em São Petersburgo.

Vasari conta ainda que a morte quase simultânea de Chigi e Rafael (morreram com quatro dias de diferença em 1520) mudou radicalmente, para pior, o destino de Lorenzetto. Os herdeiros de Chigi deixaram suas estátuas, destinadas à Capela Chigi, esquecidas em sua oficina "por muitos anos" e Lorenzetto, "desprovido de razões para ter esperança, achou, na época, que havia jogado fora seu tempo e trabalho". Ainda assim, Lorenzetto conseguiu trabalho criando uma estátua para o túmulo de Rafael no Panteão, novamente ajudado por Raffaello da Montelupo. Chamada de Madonna del Sasso ("Madona da Rocha"), ganhou este nome por estar com um pé sobre um pedregulho.
Em 1524, Lorenzetto completou o túmulo do poeta Bernardino Cappella em Santo Stefano Rotondo, novamente com Raffaello.
Quando ele conseguiu trabalho nos túmulos dos papas Médici (Clemente VII e Leão X) em Santa Maria sopra Minerva (c. 1536), aparentemente já havia se conformado em realizar um papel subordinado, pois as principais estátuas foram deixadas a cargo de Baccio Bandinelli.

## Trabalho na Basílica de São Pedro
Em seus anos finais, Lorenzetto também ajudou Antonio da Sangallo, o Jovem como arquiteto e agrimensor das obras na Basílica de São Pedro na época do papa Paulo III. Segundo Vasari, este foi o mais lucrativo empreendimento na carreira dele, pois:
| “ | ...as paredes estavam sendo construídas a um preço fixo de tanto para cada quatro braccia. Por isso, Lorenzo, sem se esforçar, em poucos anos tornou-se mais famoso e próspero do que jamais havia sido depois de muitos anos de trabalho sem fim, através do encontro com Deus, a humanidade e a sorte, todos propícios naquele momento. E, se ele tivesse vivido mais, teria feito mais para apagar as injúrias que o destino cruel havia injustamente lhe trazido durante seus melhores anos. | ” |
|   | — Vasari, Vite. |   |

Lorenzetto morreu em Roma em 1541, aos 47 anos.